# Saucats
 Saucats  es una población y comuna francesa, situada en la región de Aquitania, departamento de Gironda, en el distrito de Burdeos y cantón de La Brède.

## Demografía
| 550 | 578 | 709 | 1054 | 1514 | 1655 |
| Para los censos de 1962 a 1999 la población legal corresponde a la población sin duplicidades (Fuente: INSEE [Consultar]) |     |     |      |      |      |